# Phyllotreta christinae
Phyllotreta christinae is een keversoort uit de familie bladkevers (Chrysomelidae). De wetenschappelijke naam van de soort werd in 1941 gepubliceerd door Heikertinger.